# Distrito de Indore
Indore (en hindi; इन्दौर जिला) es un distrito de la India en el estado de Madhya Pradesh. Código ISO: IN.MP.IN.
Comprende una superficie de 3 898 km².
El centro administrativo es la ciudad de Indore. Dentro del distrito se encuentran las localidades de Harsola y Hatod.

## Demografía
Según censo 2011 contaba con una población total de 3 272 335 habitantes, de los cuales 1 571 852 eran mujeres y 1 700 483 varones.